# Вукота
Вукота је мушко словенско име. Може се односити на:
- Вукота Павић (рођен 1993), кошаркаш
- Вукота Брајовић (рођен 1979), глумац